# Charles Maystre
Charles Maystre (Ginevra, 1907 – Ginevra, 1993) è stato un egittologo e archeologo svizzero di lingua francese.

## Biografia
Ha ottenuto una laurea in Lettere all'Università di Ginevra e un diploma dell'École pratique des hautes études di Parigi, dove ha studiato con l'egittologo francese Alexandre Moret, ha in seguito raggiunto l'Institut français d'archéologie orientale del Cairo, dove è stato l'allievo dell'egittologo Gustave Lefebvre, e vi ha lavorato durante due periodi, con l'intervallo della seconda guerra mondiale, dal 1933 al 1940 e dal 1945 al 1947. Ha partecipato agli scavi di Deir el-Medineh e di Tôd.
Nel 1948 ha ottenuto un Dottorato di Stato in Lettere alla Sorbona ed è stato nominato docente incaricato di egittologia all'Università di Ginevra, poi professore straordinario nel 1950 e ordinario nel 1962: andato in pensione nel 1977 è diventato professore onorario.
In Nubia ha diretto le missioni di Tabo dal 1965 al 1975 e d'Akasha tra il 1966 e il 1972, ed ha effettuato uno scavo di salvataggio sul sito di Kerma tra il 1972 e il 1975.

## Opere
- (FR)  Le livre des portes, Mémoires de l'Institut français du Caire, Institut français d'archéologie orientale (IFAO), 1939.
- (FR)  "Le Livre de la Vache et du Ciel dans les tombeaux de la Vallée des Rois" in: BIFAO, N.40, 1941, p. 53-55.
- (FR)  Les grands prêtres de Ptah de Memphis, Orbis Biblicus et Orientalis (OBO) N. 113, Academic Press, Fribourg, 1992 ISBN 978-3-7278-0794-7